# Джинна, Мухаммад Али
Мухамма́д Али́ Джинна́ (урду محمد علی جناح‎, англ. Muhammad Ali Jinnah; не ранее 20 октября 1875 и не позднее 25 декабря 1876, Карачи, Британская Индия, Британская империя — 11 сентября 1948[…], Карачи, Федеральная столичная территория) — мусульманский политик, который почитается в Пакистане в качестве отца-основателя национальной государственности. Один из инициаторов и самых активных участников раздела Британской Индии.

## Биография

### Первые 30 лет
Родился в Карачи (Бомбейское президентство Британской Индии) в исмаилитской семье, получил имя Мохамедали Джиннабхай. Его отец был преуспевающим купцом из народности гуджарат, принадлежал к семье ткачей из деревни Панели княжества Гондал; мать также происходила из деревни Панели. Поженившись, родители переехали в Карачи примерно в 1875 году, когда после открытия Суэцкого канала в 1869 году город стал переживать экономический бум. Джинна был вторым ребёнком в семье, всего у него было три брата и три сестры. В Карачи Джинна посещал медресе и школу при христианской миссии.
В 1892 году сэр Фредерик Лей Крофт, который был деловым партнёром отца Джинны, предложил отправить мальчика на учёбу в Лондон в качестве подмастерья его фирмы. Джинна согласился несмотря на протесты матери, которая вынудила его перед отъездом жениться на девочке из её родной деревни Панели; и мать Джинны, и его первая жена умерли, пока он находился в Великобритании. В Лондоне Джинна, нарушив волю отца, учёбе в фирме предпочёл получение профессии адвоката в Линкольнс-Инн. В этот период он сократил своё имя до «Мохаммед Али Джинна». Во время учёбы в Великобритании Джинна проникся идеями классического английского либерализма и стал поклонником таких индийских политических лидеров, как Дадабхай Наороджи (ставшего незадолго до прибытия Джинны первым членом парламента Великобритании индийского происхождения) и Ферозшах Мехта. Пребывание в Лондоне также повлияло на привычки Джинны: он сменил традиционную одежду на европейское платье.
Вернувшись в Карачи, Джинна затем переехал в Бомбей и уже в 20-летнем возрасте открыл адвокатскую практику, став единственным адвокатом-мусульманином в городе. В 1900 году П. Х. Дастур временно оставил пост магистрата Бомбейского президентства, и Джинна временно занял его место, а после шестимесячного испытательного срока получил предложение остаться в этой должности на постоянной основе с зарплатой 1.500 рупий в месяц. Джинна вежливо отклонил предложение, сказав, что планирует зарабатывать по 1.500 рупий в день. Джинна приобрёл большую известность как адвокат в 1907 году, благодаря т. н. «Делу о фракции»: предполагалось, что во время муниципальных выборов в Бомбее голоса индийцев были сфальсифицированы фракцией европейцев, чтобы не допустить вхождения в совет Фирузшаха Мехты. Джинна заслужил уважение в профессиональных кругах, взявшись защищать Фирузшаха, который сам был видным юристом; хотя он и не выиграл дело, но стал известен своими познаниями в законодательстве и умением рассуждать логически.

### Начало политической деятельности
В декабре 1904 года Джинна начал политическую карьеру, приняв участие в 20-м ежегодном собрании Индийского национального конгресса. Когда в 1906 году делегация мусульманских лидеров, возглавляемая Ага-ханом, обратилась к назначенному новым вице-королём Индии лорду Минто, заверяя его в своей лояльности и прося гарантий того, что в случае любых политических реформ они будут защищены от «недружелюбного индуистского большинства», Джинна написал письмо в газету «Гуджарати», в котором спрашивал: по какому праву самоназначенные лидеры, которых никто не выбирал, присвоили себе право говорить от имени всех индийских мусульман. Когда многие из тех же лидеров встретились в декабре этого же года в Дакке и сформировали Всеиндийскую мусульманскую лигу, то Джинна опять оказался в оппозиции. Минто, однако, отказался рассматривать Лигу как представителя интересов мусульманской общины.

### Участие в выборах
Несмотря на то, что Джинна изначально был против раздельных выборов для мусульман и индуистов, в 1909 году он воспользовался этой возможностью для того, чтобы занять свою первую выборную должность как представителя бомбейской мусульманской общины в Имперском законодательном совете. Он оказался компромиссным кандидатом, когда два более старых и известных мусульманских лидера, претендовавших на этот пост, не смогли одолеть друг друга. Совет из 60 членов, образованный в результате реформ Минто, рекомендовал вице-королю законодательные акты; голосовать в нём могли только занимавшие официальные посты, поэтому Джинна оказался членом совета без права голоса. Джинна использовал свой богатый юридический опыт для представления в 1911 году Акта об обосновании вакхов, который дал законную основу с точки зрения британского права для мусульманских религиозных фондов. Через два года этот акт прошёл через Совет и был введён в действие вице-королём — первый акт, разработанный членами Совета без права голоса. Джинна также был назначен в состав комитета, который помог создать Индийскую военную академию в Дехрадуне.

### Мусульманская лига и Индийский национальный конгресс
В декабре 1912 года Джинна участвовал в ежегодном собрании Мусульманской лиги, хотя и не был её членом. Он вступил в Лигу в следующем году, оставаясь при этом членом Индийского национального конгресса и подчёркивая, что членство в Лиге идёт лишь на втором месте после «великого национального дела» освобождения Индии. В апреле 1913 года он вместе с индуистом Гокхале отправился в Великобританию, чтобы встретиться с официальными лицами в качестве представителей Конгресса. В 1914 году Джинна возглавил другую направленную в Лондон делегацию представителей Конгресса, однако в связи с началом Первой мировой войны официальные лица не проявляли особого интереса к вопросам реформ в Индии. В январе 1915 года Джинна вернулся в Индию.
В 1915 году скончались Мехта и Гокхале, а Наороджи остался в Лондоне (где и умер в 1917 году), в результате чего умеренная фракция Индийского национального конгресса, к которой принадлежал Джинна, оказалась сильно ослабленной. Джинна попытался объединить Конгресс и Лигу и, став председателем Лиги, способствовал подписанию в 1916 году Лакхнауского пакта, установившего пропорции представительства мусульман и индуистов в различных провинциях. Как и прочие «умеренные», Джинна в годы войны поддерживал Великобританию, надеясь, что в награду индийцы получат после войны политическую свободу. Вместе с Анни Безант и Тилаком Джинна сыграл важную роль в создании в 1916 году Всеиндийской лиги гомруля, требовавшей для Индии самоуправления, подобного тому, которое существовало в Канаде, Австралии и Новой Зеландии.

### Вторая женитьба
В 1918 году Джинна женился во второй раз — на Раттанбай Петит, дочери текстильного магната Диншоу Петита, которая была на 24 года младше Джинны. Этой свадьбе противилась как семья Раттанбай, так и вся парсская община, а также некоторые из мусульманских лидеров. Раттанбай порвала со своей семьёй и приняла ислам, формально приняв имя «Марьям Джинна» (хотя никогда им не пользовалась). Пара поселилась в Бомбее, и часто ездила по Индии и Европе. 15 августа 1919 года у них родилась дочь Дина Вадья.

### Конфликт с Ганди
В 1919 году Имперский законодательный совет продлил действовавшие в Индии ограничения военного времени на гражданские свободы, и в знак протеста против этого решения Джинна вышел из его состава. В апреле 1919 года произошла всколыхнувшая Индию бойня на Джаллианвала-багх, и Махатма Ганди призвал начать кампанию гражданского неповиновения. Это предложение поддержали не только индуисты, но и ряд мусульман из движения в поддержку халифата. Джинна назвал предложения Ганди «путём к политической анархии», но индийское общественное мнение было против него. В 1920 году на сессии Конгресса в Нагпуре Джинну перекричали делегаты, поддерживавшие Ганди. На проходившей в том же городе сессии Лиги, принявшей аналогичную резолюцию, Джинна не присутствовал. Будучи не согласным с политикой Ганди, Джинна подал в отставку со всех постов за исключением членства в Лиге.

### Дальнейшая политическая деятельность
В начале 1920-х Джинна посвящал основное время адвокатской практике, но продолжал принимать участие в политической жизни. В сентябре 1923 года он был избран от мусульман Бомбея в состав Центральной законодательной ассамблеи. Будучи парламентарием, он показал высокое искусство, сумев наладить сотрудничество индийцев из Ассамблеи с партией свараджа, и продолжал требовать создания ответственного перед Ассамблеей правительства Индии. В 1925 году в знак признательности его заслуг ушедший с поста вице-короля лорд Рединг предложил ему рыцарское звание, но тот отказался, сказав: «Я предпочитаю быть просто господином Джинна».
В 1927 году правительство Стэнли Болдуина предприняло пересмотр политики в отношении Индии, определяемой к тому моменту Актом 1919 года. В марте 1928 года назначенная кабинетом Комиссия Саймона прибыла в Индию, где была встречена бойкотом со стороны индийских лидеров — как индуистов, так и мусульман, недовольных тем, что британская сторона отказалась включить в комиссию индийских представителей. На состоявшейся в декабре 1927 — январе 1928 сессии Мусульманской Лиги Джинна, подтверждённый в качестве постоянного президента Лиги, заявил: «Великобритания объявила конституционную войну».

### Четырнадцать пунктов Джинны
В 1928 году Государственный секретарь по делам Индии лорд Бёркенхед предложил индийцам выдвинуть собственные версии конституционного устройства Индии. Индийский национальный конгресс создал комиссию под руководством Мотилала Неру, которая предложила создать избирательные округа по географическому принципу, полагая, что такая система выборов поможет сблизить общины между собой. Джинна потребовал выделения квот для мусульман в законодательных и исполнительных органах власти, и переговоры между двумя партиями зашли в тупик.

### В Лондоне
В 1929 году Стэнли Болдуин проиграл выборы, и новым премьер-министром Великобритании стал Джеймс Макдональд, который организовал в Лондоне Конференции круглого стола для обсуждения будущего Индии; Джинна переехал в Лондон и участвовал в первой и второй из них. В 1931 году к нему в Лондон приехала его сестра Фатима.

### Возвращение в Индию
В 1933 году индийские мусульмане начали настаивать на том, чтобы Джинна вернулся в Индию и вновь возглавил Мусульманскую лигу, формальным президентом которой он по-прежнему числился, однако Джинна ответил, что до конца года он этого сделать не сможет. Тем временем по просьбе Джинны Лиакат Али Хан обсудил возвращение Джинны с большим количеством индийских политиков-мусульман, и Джинна вернулся в Индию в начале 1934 года, получив их рекомендации. В октябре 1934 года бомбейские мусульмане избрали Джинну своим представителем в Центральной законодательной ассамблее.

### Выборы 1937 года
Акт о правительстве Индии 1935 года дал довольно большие полномочия провинциям по сравнению со слабым центральным правительством в Нью-Дели. Лига согласилась с предложенной схемой политической жизни, однако Конгресс сумел гораздо лучше подготовиться к провинциальным выборам 1937 года, и Лига не сумела завоевать большинства даже среди мест, предоставленных мусульманам в тех провинциях, где мусульмане составляли большинство населения. Эти выборы оказали большое влияние на Джинну: он думал, что раздельное голосование по конфессиональному признаку поможет защитить права мусульман в объединённой Индии, но оказалось, что избиратели-мусульмане не способны объединиться. В последующие два года Джинна работал над укреплением авторитета Лиги, а внутреннюю структуру Лиги перестраивал наподобие структуры Индийского национального конгресса.

### Государство для мусульман
В конце 1930-х годов Джинна стал прислушиваться к идеям видного философа Мухаммада Икбала, призывавшего к созданию отдельного государства для индийских мусульман. Тем временем проиндуистские правительства, оказавшиеся у власти в провинциях, продемонстрировали неспособность учитывать нужды и требования мусульманских меньшинств, чем усилили авторитет Мусульманской лиги и стремление индийских мусульман к обособлению от индуистов.

### Вторая мировая война
3 сентября 1939 года премьер-министр Великобритании Невилл Чемберлен объявил войну Германии. На следующий день вице-король Индии лорд Линлитгоу без консультации с политическими лидерами Индии заявил, что Индия поддерживает Великобританию в её войне, что вызвало широкие протесты по всей Индии. После встреч с Джинной и Ганди Линлитгоу заявил, что все переговоры о самоуправлении откладываются до конца войны. 14 сентября Индийский национальный конгресс потребовал немедленной независимости для Индии, а когда это требование было отклонено, то 10 ноября правительства восьми провинций ушли в отставку, и их губернаторы до конца войны управляли на основе собственных декретов. Джинна продемонстрировал больше намерений сотрудничать с Великобританией, и британская сторона взамен признала его и Лигу полноправными представителями индийских мусульман. Несмотря на то, что Лига не поддерживала активно британские военные усилия, она и не препятствовала им.

### Лахорская резолюция
После того, как наметилось некоторое сотрудничество между британцами и индийцами-мусульманами, вице-король попросил Джинну сообщить позицию Мусульманской лиги по вопросу самоуправления, полагая, что она будет сильно отличаться от позиции Конгресса. Чтобы выработать эту позицию, Рабочий комитет Лиги организовал в феврале 1940 года четырёхдневную встречу, на которой поручил подкомитету по вопросам конституции подготовить предложения, результатом которых было бы создание «независимых доминионов, находящихся в непосредственных отношениях с Великобританией», в которых мусульмане доминировали бы. 6 февраля Джинна проинформировал вице-короля, что Мусульманская лига будет требовать раздела, а не федерации, предполагавшейся Актом 1935 года. Лахорская резолюция, базировавшаяся на предложениях подкомитета, содержала в себе теорию двух наций, и призывала к созданию союза провинций с большинством мусульманского населения на северо-западе Британской Индии, которому была бы предоставлена полная автономия. Аналогичные права должны были быть даны районам на востоке, где также доминировали мусульмане, а в прочих провинциях мусульманским меньшинствам должна была быть предоставлена неопределяемая защита. Резолюция была принята на сессии Лиги, состоявшейся 23 марта 1940 года в Лахоре.
Ганди не выразил особой реакции по поводу Лахорской резолюции: он назвал её «раскольнической», но своим последователям сказал, что мусульмане, как и прочие люди Индии, имеют право на самоопределение. Лидеры Конгресса высказались более резко: Джавахарлал Неру отозвался о ней как о «фантастическом предложении Джинны», в то время как Чакраварти Раджгопалачария отозвался о предложении Джинны о разделе как о признаке проблем с головой.
Линлитгоу в июне 1940 года встретился с Джинной, и в августе сделал предложение Конгрессу и Лиге: в обмен на полную поддержку во время войны Линлитгоу позволит индийским представителям войти в основные военные советы. Вице-король пообещал, что после войны будет создан представительный орган для определения будущего Индии, и что не будет навязываться никаких соглашений, вызывающих неодобрение больших групп населения. Эти предложения не удовлетворили ни Конгресс, ни Лигу, хотя Джинне и льстило то, что британцы сделали шаг вперёд в качестве признания Джинны как выразителя интересов индийских мусульман. Джинна с большой неохотой высказывался по поводу точных границ будущего Пакистана или его взаимоотношениях с Великобританией, опасаясь, что любая конкретика вызовет раскол в Лиге.

### Миссия Криппса
В декабре 1941 года в войну вступила Япония, и её войска за несколько месяцев захватили Юго-Восточную Азию. Чтобы успокоить индийцев и привлечь их к полноценному участию в войне, британский кабинет отправил в Индию миссию Криппса. Криппс предложил в качестве «локального решения» вывести некоторые провинции из-под власти центрального индийского правительства либо на время, либо навсегда, чтобы они образовали отдельный доминион или вошли в состав другой конфедерации. Мусульманская лига не надеялась на победу на выборах, которые бы потребовались для отделения в таких провинциях со смешанным населением, как Бенгалия или Пенджаб, и Джинна отверг полученные предложения как недостаточные для признания права Пакистана на существование. Конгресс также отверг план Криппса, требуя немедленных уступок, которые Криппс не был готов дать. Однако, несмотря на отказ, Джинна и Лига рассматривали предложения Криппса как признание идеи Пакистана в принципе.

### Джинна и Ганди
После провала миссии Криппса Индийский национальный конгресс в августе 1942 года потребовал, чтобы британцы немедленно покинули Индию, угрожая в противном случае массовой кампанией несотрудничества. Британцы тут же арестовали большинство лидеров Конгресса и бросили их в тюрьму до конца войны; Ганди был помещён под домашний арест в одном из дворцов Ага-хана. В условиях отсутствия лидеров Конгресса на политической сцене Джинна продолжал указывать на угрозу доминирования индуистов и продолжал настаивать на создании Пакистана, не вдаваясь в детали. Также Джинна продолжал работать над усилением политического контроля Лиги на уровне провинций.
В сентябре 1944 года Джинна встретился в своём доме с Ганди, который был освобождён из-под домашнего ареста из-за проблем со здоровьем. Двухнедельные переговоры не привели ни к какому результату: Джинна настаивал на признании Пакистана до ухода британцев и на начале его существования немедленно после их ухода, в то время как Ганди предлагал, чтобы плебисциты о разделе прошли через некоторое время после того, как единая Индия получит независимость.

### Переговоры о переходном правительстве
В начале 1945 года Лиакат с санкции Джинны встретился с одним из лидеров Конгресса — Бхулабхаем Десаем — и они пришли к соглашению о том, что после войны Конгресс и Лига должны сформировать переходное правительство, и что в Исполнительном совете при вице-короле Конгресс и Лига должны быть представлены одинаковым числом членов. После освобождения лидеров Конгресса в июне 1945 года из тюрем, ими было объявлено, что Десай действовал, не имея на то достаточных полномочий, и соглашение было дезавуировано.
В июне 1945 года вице-король Уэйвелл после освобождения из тюрем лидеров Конгресса предложил лидерам различных общин встретиться с ним в Шимле, предлагая создание временного правительства на основе договорённостей, достигнутых между Лиакатом и Десаем. Однако Уэйвелл отказался гарантировать, что индийских мусульман будут представлять только кандидаты Лиги. Все прочие приглашённые группы согласовали списки кандидатов для переговоров с вице-королём, но вскоре, в июле 1945, Уэйвелл прервал конференцию, так как на грядущих всеобщих выборах в Великобритании правительство Черчилля не рассчитывало на победу.

### Выборы 1945—1946 г.
На выборах победили лейбористы во главе с Клементом Эттли, и новый госсекретарь по вопросам Индии Фредерик Петик-Лоуренс немедленно приказал взяться за рассмотрение ситуации в Индии. Джинна никак не прокомментировал смену правительства, но созвал заседание рабочего комитета и выпустил заявление, призывающее к новым выборам в Индии. Пока что Лига имела влияние в провинциях с мусульманским большинством в основном благодаря альянсам, и Джинна считал, что, воспользовавшись предоставившейся возможностью, Лига могла бы улучшить свою электоральную поддержку, тем самым подкрепив его претензии на роль единственного представителя индийских мусульман. Уэйвелл вернулся в Индию в сентябре после консультаций с новым начальством в Лондоне; вскоре было объявлено о предстоящих выборах как на всеиндийском, так и на провинциальном уровнях. Британцы дали понять, что формирование органа, ответственного за создание конституции, будет основываться на итогах выборов. Мусульманская лига заявила, что будет вести кампанию под единственным лозунгом: «Пакистан!» На состоявшихся в декабре 1945 года выборах в Индийскую конституционную ассамблею Лига завоевала все места, предназначенные для мусульман; на провинциальных выборах, прошедших в январе 1946 года, Лига получила голоса 75 % мусульман против 4,4 % на выборах 1937 года. Это был звёздный час Джинны.

### Британский план для Индии
В феврале 1946 года британский кабинет решил отправить в Индию делегацию для переговоров с местными политическими лидерами. Эта делегация должна была попытаться найти выход из тупика. Она прибыла в Дели в конце марта, и в мае британцы предложили план создания единого индийского государства, состоящего, в основном, из автономных провинций, с возможностью создания «групп» провинций на основе религии. Вопросы обороны и внешних сношений должны были оставаться в ведении центральных властей. Провинции имели право полностью выйти из союза, планировалось создание временного правительства с участием представителей Конгресса и Лиги. Джинна и его рабочий комитет в июне согласились с этим планом, но возникла проблема с тем, сколько членов временного правительства должно представлять Конгресс и Лигу, и могут ли мусульмане входить в число представителей Конгресса. Перед тем, как покинуть Индию, представители британского кабинета заявили, что они намерены создать временное правительство даже в том случае, если одна из крупных групп не захочет в нём участвовать.
Представители Конгресса вскоре вошли в состав нового правительства. Лига была в этом вопросе более медлительна, и её представители вошли в правительство лишь в октябре 1946. Ради вхождения представителей Лиги в правительство Джинна отказался от своих требований о равном количестве представителей Лиги с представителями Конгресса, и о праве вето в вопросах, касающихся мусульман. Новое правительство начало работать на фоне массовых беспорядков (особенно в Калькутте). Конгресс хотел, чтобы вице-король немедленно созвал конституционную ассамблею, которая бы приступила к написанию конституции, и настаивал, чтобы министры-мусульмане либо присоединились к его требованиям, либо покинули правительство. Уэйвелл попытался спасти ситуацию, пригласив в декабре в Лондон таких лидеров, как Джинна, Лиакат и Неру. В результате переговоров участники пришли к соглашению, что конституция не должна насильно вводиться в тех частях Индии, которые её не желают. По пути из Лондона Джинна и Лиакат задержались на несколько дней в Каире на панисламской встрече.
Конгресс приветствовал Лондонское соглашение, Лига — нет, и не стала принимать участия в дальнейших дискуссиях относительно конституции. Джинна не форсировал переговоры, полагая, что время работает на него, и он сможет включить в Пакистан неразделённые провинции Пенджаб и Бенгалия, где имелась значительная доля немусульманского населения.

### Британия уходит из Индии
Кабинет Эттли желал скорейшего ухода британцев из Индии, и в связи с тем, что Уэйвелл был явно неспособен достичь этого результата, начался поиск его преемника на посту вице-короля. Вскоре выбор пал на лорда Маунтбеттена Бирманского. 20 февраля 1947 года Эттли объявил о том, что новым вице-королём Индии становится Маунтбеттен, и о том, что Великобритания передаст власть в Индии не позднее июня 1948 года. Маунтбеттен вступил в должность 24 марта 1947 года, и к тому времени Индийский национальный конгресс уже смирился с идеей раздела Индии, однако его лидеры настаивали, что если Пакистан получит независимость, то нужно будет разделить Пенджаб и Бенгалию.
Джинна опасался, что в конце своего пребывания в Индии британцы передадут власть конституционной ассамблее, где доминирующее положение занимали представители Индийского национального конгресса, и потребовал, чтобы Маунтбеттен до ухода британцев разделил армию, что заняло бы не менее года. Маунтбеттен надеялся, что соглашения, касающиеся периода после обретения независимости, будут включать в себя и общие вооружённые силы, но Джинна считал, что суверенное государство должно иметь собственную армию. После встреч с Джинной и Лиакатом Маунтбеттен сообщил Эттли, что «очевидно, что Мусульманская лига возьмётся за оружие, если не получит Пакистана».

### План раздела
2 июня вице-король представил индийским лидерам окончательный план: 15 августа Великобритания передаёт полномочия двум доминионам. Провинции должны решить: подчиняться существующей конституционной ассамблее, или новой (то есть войти в состав Пакистана). Бенгалия и Пенджаб должны решить как вопрос о подчинении одной из ассамблей, так и вопрос раздела. Должны состояться плебисциты в населённом мусульманами районе Силхет в Ассаме, и в Северо-Западной пограничной провинции (где, несмотря на наличие мусульманского большинства населения, Мусульманская лига не контролировала правительства). 3 июня Маунтбеттен, Неру, Джинна и лидер сикхов Балдев Сингх сделали совместное официальное заявление по радио.

### Джинна — генерал-губернатор Пакистана
4 июля 1947 года Лиакат по поручению Джинны попросил Маунтбеттена рекомендовать Джинну королю Георгу VI на пост первого генерал-губернатора Пакистана. Эта просьба разъярила Маунтбеттена, который сам рассчитывал стать генерал-губернатором и Индии, и Пакистана. Однако Джинна полагал, что Маунтбеттен, благодаря тесным связям с Неру, будет более склонен поддерживать индуистов, чем мусульман. Кроме того, генерал-губернатор изначально становился очень важной фигурой, и Джинна не собирался уступать эту роль никому. Хотя комиссия Рэдклиффа, которая должна была провести линию раздела, ещё продолжала работу, уже начались перемещения масс населения и вспышки насилия в отдельных местностях. Джинна продал дом в Бомбее и приобрёл новый в Карачи. 7 августа Джинна с сестрой и личным персоналом вылетел из Дели в Карачи на самолёте Маунтбеттена. 11 августа он председательствовал в Карачи на заседании новой конституционной ассамблеи, и обратился к ней с речью: «Вы — свободны: свободны ходить в свои храмы, свои мечети или любые другие места поклонения в государстве Пакистан. Вы можете принадлежать к любой конфессии или касте — это всё не имеет никакого касательства к государству». 14 августа была провозглашена независимость Пакистана, и Джинна руководил празднеством в Карачи.
Когда 17 августа были обнародованы карты с линией границы между Индией и Пакистаном, то многие люди узнали, что живут «не на той стороне», и начались массовые перемещения населения; эти подвижки затронули порядка 14,5 млн.человек. Джинна, несмотря на то, что ему было уже за 70 и он болел туберкулёзом, делал всё, что мог, для тех восьми миллионов, которые мигрировали в Пакистан. Он объехал весь Западный Пакистан, лично наблюдая за распределением помощи.
Джинна вместе с Лиакатом и Абдур Раб Ништаром, представлял Пакистан в Комиссии по разделу, которая должна была разделить между Индией и Пакистаном государственное имущество. Предполагалось, что Пакистан получит одну шестую государственного имущества Британской Индии, однако новое индийское государство не спешило выполнять ранее достигнутые договорённости, надеясь на коллапс Пакистана и воссоединение с ушедшими провинциями. Другой проблемой взаимоотношений двух молодых государств стала проблема бывших туземных княжеств, правители которых сами выбирали, в состав какого из государств им войти: власти Индии были разъярены, узнав, что Джинна уговаривал правителей Джодхпура, Бхопала и Индаура войти в состав Пакистана, хотя их владения не имели контакта с территорией Пакистана. Однако главный конфликт возник из-за Кашмира: когда в октябре 1947 года махараджа Кашмира подписал документ о вхождении княжества в состав Индии, и в Кашмир прибыли индийские войска, то Джинна отказался признать законность этих действий, и приказал пакистанской армии также войти в Кашмир, но возглавлявший пакистанский генеральный штаб британский генерал Дуглас Грейси отменил приказ, заявив, что не может отдать войскам приказ войти на территорию другого государства без подтверждения от своего вышестоящего начальства.
В январе 1948 года Индия, наконец, согласилась выплатить Пакистану причитавшуюся ему долю финансов бывшей Британской Индии. В марте Джинна, несмотря на ухудшающееся состояние здоровья, совершил свой единственный визит в Восточный Пакистан, где, обращаясь к 300-тысячной толпе, заявил, что единственным официальным языком Пакистана будет урду (в то время как население Восточного Пакистана говорило на бенгальском).

### Последние месяцы жизни
В июне 1948 года проблемы со здоровьем вынудили Джинну перебраться в Кветту, где климат был более прохладным, чем в Карачи. 1 июля он вернулся в Карачи, чтобы принять участие в церемонии открытия государственного банка Пакистана; это стало его последним выступлением на публике. 6 июля он вернулся в Кветту, но вскоре, по совету врачей, перебрался ещё выше в горы — в Зиарат. Правительство Пакистана отправило к нему лучших врачей, и их консилиум подтвердил наличие у Джинны туберкулёза, а также зафиксировал начинающийся рак лёгких. Для лечения было использовано новейшее «чудодейственное лекарство» — стрептомицин, но оно не помогло. 13 августа, в канун Дня независимости, Джинна вернулся в Кветту.
9 сентября у Джинны начала развиваться пневмония. Доктора настаивали, чтобы он вернулся в Карачи, где ему могли оказать лучшую медицинскую помощь, и 11 сентября он вылетел туда, где и скончался в тот же день в своём доме. Его тело покоится в мавзолее в Карачи.

## Интересные факты
- Известно, что он брил бороду и ел свинину, а также пил алкоголь[4][5][6][7].